# El Astillero, Morelos
El Astillero är en ort i Mexiko.   Den ligger i kommunen Atlatlahucan och delstaten Morelos, i den sydöstra delen av landet, 60 km sydost om huvudstaden Mexico City. El Astillero ligger 1 831 meter över havet och antalet invånare är 291.
Terrängen runt El Astillero är lite bergig. Runt El Astillero är det ganska tätbefolkat, med 144 invånare per kvadratkilometer. Närmaste större samhälle är Cuautla Morelos, 18,6 km söder om El Astillero. Trakten runt El Astillero består till största delen av jordbruksmark.